# Meczet Akkasz w Dżuddzie
Meczet Akkasz w Dżuddzie (arab. مسجد عكاش) – drugi pod względem wieku zachowany meczet w Dżuddzie w Arabii Saudyjskiej. Położony w dzielnicy starego miasta Al-Balad, przy ulicy Szari Kabil, otoczony dwoma targowiskami. Mieści ponad 1200 wiernych. Posiada własną bibliotekę muzułmańską i miejsce modlitw dla kobiet.
Zbudowany na terenie Imperium Osmańskiego przez Akkasza Abazę, Turka mieszkającego w Dżuddzie. Ze względu na bliskość portu, często był pierwszym przystankiem i miejscem modlitw dla gości odwiedzających miasto. Wielokrotnie odwiedzany przez saudyjską rodzinę królewską i inne osobistości świata arabskiego, np. Jusufa al-Kardawiego i Abd al-Basita Abd as-Samada, znanego recytatora Koranu. W 2007 przeszedł generalny remont.
Imamem jest Szajch Ahmad asz-Szankiti. Meczetem zarządza rodzina Hazazi.